# Mirela Korać
Mirela Korać, slovenski fotomodel
Pri 22-ih je zmagala na tekmovanju Miss Universe Slovenije 2009. Leto pred tem je na kopališču na Ježici osvojila naslov miss Bikini 2008, ki ga je morala predati 1. spremljevalki zaradi novega lepotnega naslova. Zaradi tega ni nastopila na tekmovanju Miss Bikini International.
Pozirala je kot sanjsko dekle za slovensko izdajo revije Playboy. Nastopila je na modni reviji znamke Lisca.
Končala je srednjo ekonomsko šolo.

## Zasebno
Je iz Ljubljane. Govori slovensko in srbsko. O svoji trditvi, da je v Sloveniji ni socialnih problemov, je povedala, da ti sicer so, vendar ne tako hudi, kot na Balkanu.